# Fluxus Heidelberg Center
Het Fluxus Heidelberg Center is een kunstinstituut dat is opgericht door de Griekse Litsa Spathi en de Nederlander Ruud Janssen in 2003. Samen vormen ze het kunstenaars-duo Fluxus Heidelberg en voeren hun performances uit in zowel Duitsland als Nederland. Ze vertegenwoordigen de nieuwe beweging in Fluxus waarbij ook nieuwe technieken worden toegepast zoals digitale camera's en websites. Litsa Spathi bedacht ook het nieuwe concept van Fluxus Poetry wat op de website van het kunstinstituut verder wordt uitgedragen.